# Sculpture des Cinq Chèvres
La sculpture des Cinq Chèvres (chinois : 五羊石像) est une grande sculpture situé sur le mont Jyutsau à Canton, Guangdong, Chine.